# Martin Birch
Pour les articles homonymes, voir Birch.
Martin Birch (27 décembre 1948 à Woking - 9 août 2020) est un producteur britannique qui a produit de nombreux albums de hard rock pour Deep Purple, Rainbow, Black Sabbath, Iron Maiden, Whitesnake, Michael Schenker Group ou le Blue Öyster Cult. Il a également collaboré aux premiers enregistrements de Fleetwood Mac comme producteur et ingénieur du son, ainsi que pour les débuts de The Faces. Il est renommé pour ses talents créatifs et sa capacité à faire travailler au mieux des personnalités incontrôlables.
Il se retire de la musique en 1992.